# SnatchBot
SnatchBot je bezplatný cloudový nástroj na tvorbu chatbotu pro sociální sítě.

## Historie
Společnost SnatchBot, založená v roce 2015 Henri Ben Ezrou a Avi Ben Ezrou, je jednou z nových technologických společností z Herzlija Pituach v Izraeli.
V červenci 2017 Snatchbot sponzoroval Chatbot Summit konaný v německém Berlíně. K prosinci 2017 využilo chatbotů vytvořených na základě SnatchBot platformy přes 30 milionů koncových uživatelů. 

## Služby
SnatchBot pomáhá uživatelům vytvářet boty pro Facebook Messenger, Skype, Slack, SMS, Twitter a další sociální sítě. SnatchBot současně nabízí funkci Zpracování přirozeného jazyka. Spolu s nástroji společnosti pro Strojové učení platforma umožňuje tvorbu chatbotů schopných analyzovat záměr uživatele.